# Shigeo Yaegashi
Shigeo Yaegashi (八重樫 茂生, Yaegashi Shigeo, Hanamaki, 24 maart 1933 – Tokio, 2 mei 2011) was een Japans voetballer die als middenvelder speelde.

## Clubcarrière
In 1952 ging Yaegashi naar de Chuo University, waar hij in het schoolteam voetbalde. In 1954 ging Yaegashi naar de Waseda-universiteit, waar hij in het schoolteam voetbalde. Nadat hij in 1958 afstudeerde, ging Yaegashi spelen voor Furukawa Electric. Yaegashi veroverde er in 1960, 1961 en 1964 de Beker van de keizer. 1965 werd de ploeg opgenomen in de Japan Soccer League, de voorloper van de J1 League. In 5 jaar speelde hij er 51 competitiewedstrijden en scoorde 14 goals. Yaegashi beëindigde zijn spelersloopbaan in 1969.

## Japans voetbalelftal
Shigeo Yaegashi debuteerde in 1956 in het Japans nationaal elftal en speelde 45 interlands, waarin hij 11 keer scoorde.

## Statistieken
| Japans voetbalelftal | Japans voetbalelftal | Japans voetbalelftal |
| Jaar                 | Wed.                 | Dlp.                 |
| -------------------- | -------------------- | -------------------- |
| 1956                 | 3                    | 0                    |
| 1957                 | 0                    | 0                    |
| 1958                 | 2                    | 0                    |
| 1959                 | 5                    | 0                    |
| 1960                 | 1                    | 0                    |
| 1961                 | 7                    | 2                    |
| 1962                 | 7                    | 3                    |
| 1963                 | 5                    | 4                    |
| 1964                 | 2                    | 2                    |
| 1965                 | 4                    | 0                    |
| 1966                 | 2                    | 0                    |
| 1967                 | 3                    | 0                    |
| 1968                 | 4                    | 0                    |
| Totaal               | 45                   | 11                   |